# Phymaturus mallimaccii
Espèce
Statut de conservation UICN

 VU D2 : Vulnérable
Phymaturus mallimaccii est une espèce de sauriens de la famille des Liolaemidae.

## Répartition
Cette espèce est endémique de la province de La Rioja en Argentine. On la trouve entre 3 800 et 4 200 m d'altitude.

## Description
C'est un saurien vivipare.

## Étymologie
Cette espèce est nommée en l'honneur d'Hugo Salvador Mallimacci.

## Publication originale
- Cei, 1980 : New endemic iguanid lizards from the Famatina Mountains of western Argentina. Journal of Herpetology, vol. 14, no 1, p. 57-64.